# Esjan
L’Esjan, anche noto come Esja, è una catena montuosa vulcanica montagna che raggiunge l'altezza massima di 914 metri, che si trova a circa 10 chilometri a nord della capitale islandese Reykjavík.